# (7771) Tvären
(7771) Tvären es un asteroide perteneciente al cinturón de asteroides descubierto el 1 de marzo de 1992 por el Uppsala-ESO Survey of Asteroids and Comets desde el Observatorio de La Silla.

## Designación y nombre
Designado provisionalmente como 1992 EZ9. Fue nombrado "Tvären" en honor a Tvären, bahía del tamaño de un kilómetro situada en Studsvik, Suecia. Su máxima profundidad es de 85 metros y tiene un impacto de un cráter.

## Características orbitales
Tvären está situado a una distancia media de 2,659 ua, pudiendo alejarse un máximo de 2,718 ua y acercarse un máximo de 2,599 ua. Tiene una excentricidad de 0,022 y la inclinación orbital 4,222 grados. Emplea 1583,72 días en completar una órbita alrededor del Sol.

## Características físicas
La magnitud absoluta de Tvären es 13,4. Tiene un diámetro de 6,175 km y su albedo se estima en 0,202.